# Agathoergoi
Agathoergoi (altgriechisch Ἀγαθοεργοί) waren in der griechischen Antike Angehörige der spartanischen Elitetruppe.
Diese Elitetruppe bildete die Leibwache der spartanischen Könige und bestand aus 300 ausgewählten Männern, die leibliche Nachkommen haben mussten. Ursprünglich zu Pferd und zu Fuß kämpfend, wurden sie Hippeis, „Reiter“ oder „Ritter“, genannt, obwohl sie in historischer Zeit nur noch zu Fuß kämpften. Sie traten in ihrem 20. Jahr der Truppe bei und dienten für zehn Jahre. Jedes Jahr wurden fünf Männer dieser Truppe ausgemustert, mussten aber in ihrem letzten Jahr besondere Dienste für den Staat übernehmen, meist Sendreisen in bestimmter Mission. Diese fünf Männer in ihrem letzten Jahr wurden laut Herodot Agathoergoi, „die gute Dinge Tuenden“, genannt.
Als einen Vertreter der Agathoergoi nennt Herodot einen Lichas, der den Auftrag hatte, die Gebeine des Orestes zu finden und nach Sparta zu überführen. Denn den Spartanern war im 6. Jahrhundert v. Chr. durch das Orakel von Delphi die Auskunft erteilt worden, sie könnten den damals seit Jahrzehnten andauernden Krieg gegen Tegea nur hierdurch gewinnen. Als Lichas die Gebeine in einer Schmiede in Tegea ausfindig gemacht hatte und davon den Spartanern berichtete, ohne sie mitgebracht zu haben, wollte man ihn anklagen und verbannen. So kehrte er nach Tegea zurück, grub die Gebeine des Orestes aus und brachte sie nach Sparta. Nun konnte der Krieg gegen Tegea erfolgreich beendet und die spartanische Hegemonie über Arkadien ausgeweitet werden.
Laut dem byzantinischen Lexikon Suda, das gegen Ende des 10. Jahrhunderts entstand, waren die Agathoergoi Männer, die wegen ihrer Verdienste ausgewählt wurden: Ἀγαθοεργοί: αἱρετοὶ κατ' ἀνδραγαθίαν. Bereits der während der römischen Kaiserzeit schreibende Timaeus Sophista benutzte in seinem Lexikon zu den Werken Platons genau diese Formulierung. Die zusätzliche Information der Suda, dass die Agathoergoi „von den Ephoren“ (ἐκ τῶν Ἐφόρων) ausgewählt wurden, ist Gegenstand der Diskussion. Laut David Whitehead sei der Suda-Zusatz als „aus [den Schriften] des Ephoros“ zu lesen und als Quellenangabe aufzufassen, wogegen sich umgehend Ian C. Cunningham wandte.